# Louis Mitchell
Louis A. Mitchell (* 17. Dezember 1885 in Philadelphia; † 2. September 1957 in Washington, D.C.) war ein US-amerikanischer Jazz-Schlagzeuger und Bandleader.

## Leben
Louis Mitchell war ein afroamerikanischer Bandleader, der in den 1910er und 1920er Jahren erfolgreich in Europa auftrat. Mitchell, der seine Karriere in Minstrel-Shows begann, kam mit dem Southern Symphonists’ Quintet 1912 nach New York City. Mit Vernon und Irene Castle ging er erstmals nach Europa und trat ab 1915 in Großbritannien in Vaudeville-Bühnen mit den Seven Spades auf. Er hatte ein Engagement im Piccadilly Restaurant und ging mit einer Varietyshow namens Jordan & Mitchell auf Tournee. Schließlich gründete er sein Syncopating Septette und erregte mit seinen Schlagzeugsoli Aufsehen.
1918 kehrte er nach New York zurück und war Schlagzeuger bei James Reese Europes Clef Club Band. Nachdem er eine eigene Formation zusammengestellt hatte, ging er nach Paris, wo er in Hotels und Tanzclubs auftrat. 1919/20 spielte auch Sidney Bechet bei seiner Großbritannien-Tournee in seiner Band. In den 1920er Jahren hatte er mit seinen Jazz Kings ein fünf Jahre währendes Engagement im Casino de Paris, das sich in der Rue de Clichy befand. Dort hörten auch die Mitglieder der Komponistengruppe Les Six Mitchell mit seiner Band, in der Jean Cocteau auch als Schlagzeuger aushalf. Für Pathé nahm er 1922/23 auf. Mitchell leitete dann sein eigenes amerikanisches Restaurant Mitchell’s am Montmartre, in dem u. a. Lizzy Miles auftrat. Mit der Sängerin Ada Smith eröffnete er die Music Box. Mitchell war weiterhin als Musiker und Musikmanager in Paris aktiv, bis er bei Beginn des Zweiten Weltkriegs in die Vereinigten Staaten zurückkehren musste.

## Diskographische Hinweise
- Black Europe, Vol. 13: The First Comprehensive Documentation of the Sounds of Black People in Europe Pre-1927 (Bear Family)
- Black Europe, Vol. 14: The First Comprehensive Documentation of the Sounds of Black People in Europe Pre-1927 (Bear Family)